# 深渡瀨站
深渡瀨站（日语：〔〕／ Fukawatase eki */?）是一個位於熊本縣水俁市的九州旅客鐵道（JR九州）山野線車站。在1988年（昭和63年）2月1日與山野線一同停用。

## 停用前車站結構
- 有一個單面月台1面1線。
- 無人站。
- 有一個候車室。

## 歷史
- 1934年（昭和9年）4月22日：開始營業[1]。
- 1964年（昭和39年）2月15日：車站成為無人站[2]。
- 1987年（昭和62年）4月1日：因國鐵分割民營化，本站成為九州旅客鐵道的車站[1]。
- 1988年（昭和63年）2月1日：與山野線一同停用[1]。

## 鄰近車站
九州旅客鐵道
山野線
肥後深川站 - 深渡瀨站 - 久木野站

## 注腳
1. 1 2 3  石野哲（編）.  初版. JTB. 1998-10-01: 705. ISBN 978-4-533-02980-6 （日语）.
2. ↑  . 鐵道公報（日语：鉄道公報） (日本國有鐵道總裁室文書課). 1964-02-14: 4 （日语）.

## 相關項目
- 日本鐵路車站列表